# Antonietenklooster (Maastricht)
Het Antonietenklooster was een commanderij van de Orde van Sint-Antonius in de Nederlandse stad Maastricht. De in het begin van de dertiende eeuw gestichte commanderij (ridderlijk klooster) werd in 1783 opgeheven. Van het eertijds imposante gebouwencomplex aan de Maas resteert niets meer. Op het terrein bevindt zich thans de Maasboulevard en het krakersbolwerk Landbouwbelang.

## Geschiedenis

### Stichting van de orde en expansie
De rond 1095 in het Franse Saint-Antoine-l'Abbaye als lekenbroederschap ingestelde kloosterorde van Sint-Antonius (antonieten) legde zich aanvankelijk toe op het verplegen van zieken, met name lijders aan het zogenaamde Sint-Antoniusvuur, later ook pestlijders. In veel steden werden hospitalen opgericht die werden bestierd door "illustere broederschappen" met Sint-Antonius als patroonheilige. Deze broederschappen hadden ook grote aantrekkingskracht op zonen uit adellijke families en zo evolueerde de broederschap in een ridderorde. Om het grondbezit te beheren en de financiële toestand van de orde zeker te stellen werden commanderijen ingesteld.
Een van de eerste commanderijen in het Heilige Roomse Rijk was het Antonietenklooster in het Zuid-Duitse Memmingen (1214), waar zich tegenwoordig het Antonietenmuseum bevindt. In 1247 nam de orde de kloosterregel van Augustinus van Hippo aan. Vanaf 1297 mochten de leden van de orde zich kanunniken noemen. Antonieten waren te herkennen aan het zwarte (aanvankelijk bruine) habijt plus mantel met daarop een blauw taukruis en een zilveren taukruis om hun hals.

### Stichting en bloei van de Maastrichtse commanderij
De stichting van het Maastrichtse Antonietenklooster dateert vermoedelijk uit 1209 of 1236. Ze maakten aanvankelijk gebruik van een kleine, aan Antonius-Abt gewijde kapel aan de Maas tegenover de huidige Sint-Teunisstraat. De kapel werd gefinancierd door ridder Arnold Stirbolt en werd gebouwd op grond die in 1209 was afgestaan door het kapittel van Sint-Servaas. Kort daarna schonk ene Willem, vermoedelijk een zoon van Arnold, de kapel met al wat daartoe behoorde aan het moederhuis in Saint-Antoine-l'Abbaye. De Maastrichtse commanderij bleef twee eeuwen lang onderdeel van de balije van Pont-à-Mousson. In de periode van het Westers Schisma (1378-1417), de tijd waarin de Orde van Sint-Antonius werd verscheurd door de aanhangers van de diverse pausen en antipausen, wist het Maastrichtse klooster zich los te maken van het Franse moederklooster.
In 1380 werd een nieuwe kloosterkerk en waarschijnlijk ook een nieuw klooster in gebruik genomen. De kerk, met twee spitse westwerktorens, was eeuwenlang beeldbepalend voor het stadssilhouet. Het klooster telde nooit meer dan tien kanunniken. De deken van het kapittel van Sint-Servaas benoemde de commandeur-overste (Latijn: magister, preceptor of commendator). De commandeur gaf onder andere onderwijs aan arme kinderen. Van een Maastrichts hospitaal bij de antonieten is niets bekend, behalve dat het in de Maas gelegen Sint-Antoniuseiland als quarantaineplaats voor pestlijders werd gebruikt. Dit eiland was in 1403 door hertogin Johanna van Brabant aan het Antonietenklooster geschonken. De schenking werd in 1420 door Jan IV van Brabant bevestigd. In ruil moesten de antonieten missen opdragen voor de in 1406 overleden Johanna en de in 1415 gesneuvelde hertog Anton van Bourgondië.
De naast elkaar gelegen commanderijen van de Antonieten en de Duitse Orde namen onder de Maastrichtse kloosters een vooraanstaande positie in, qua aanzien te vergelijken met de twee kapittels. Beide commanderijen beschikten over belangrijke bezittingen en privileges, zowel in de stad als in de buitengebieden. Het is dan ook niet verwonderlijk dat keizer Maximiliaan I en zijn gevolg bij hun bezoek aan de stad in 1494 in de commanderijen logeerden. De keizer zelf zocht onderdak bij de Duitse ridders, maar de dames in het gezelschap, Maximiliaans tweede echtgenote Bianca Maria Sforza, zijn schoonmoeder Margaretha van York en zijn dochter Margaretha van Oostenrijk, trokken bij de Antonieten in.

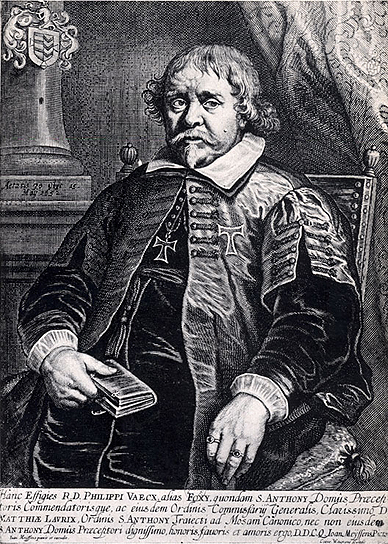
Philippus Vaecx

Na de reformatie ging het bergafwaarts met het klooster. In 1577 stonden de antonieten hun brouwerij af aan hun buren van de Commanderij Nieuwen Biesen, de ridders van de Duitse Orde, in ruil voor een stuk land en een door de Duitse ridders bekostigde schuur. In 1612 trachtte de nieuwe prins-bisschop van Luik, Ferdinand van Beieren, de kloosterbezittingen over te hevelen naar het Akense jezuïetenklooster. Van 1628 tot 1652 was Philippus Vaecx (ook wel Foxius genoemd) commandeur van het Maastrichtse klooster. Deze poogde de banden met het Franse moederklooster opnieuw aan te halen en presenteerde zichzelf daarbij als "commandeur-generaal van de balijen Vlaanderen en Maastricht". Vaecx trachtte het Maastrichtse klooster te beschermen tegen inperkingen van rechten door de Spanjaarden en Hollanders - in 1632 was Maastricht in handen gekomen van de protestantse Republiek der Verenigde Nederlanden - door boven de kloosterpoort het wapenschild van de Franse koning te plaatsen.
Na de Slag bij Lafelt werd Maastricht in 1748 door de troepen van Lodewijk XV van Frankrijk belegerd en raakten beide vlak bij de vestingmuren gelegen commanderijen zwaar beschadigd. In 1780 waren er nog maar twee seculiere antonieten en drie paters in het klooster aanwezig. De laatste jaren van het klooster stonden in het teken van interne conflicten, waarbij de overste en de andere kloosterlingen lijnrecht tegenover elkaar stonden, onder meer over de naleving van de kloosterregel. Ondanks disciplinaire maatregelen en de bemoeienis van achtereenvolgens de hoogschout van Maastricht, een externe onderzoekscommissie en de Brabantse commissarissen-deciseurs, lukte het niet een einde aan het gekrakeel te maken. Vanaf 1781 woonde er, behalve de overste, nog maar één kanunnik in het klooster.

### Commandeurs, kanunniken en andere leden van de commanderij
- 1372 Jacobus de S. Andrea ("praeceptor")[6]
- 1409 Fides Bartholomeus ("mansionarius")[7]
- 1510 Augustyn [...] ("helder des Godtshuys van Sint-Anthonis"; commandeur?)[7]
- 1556 Johan Clementis van Boelsbeke (kanunnik)[7]
- 1575 Peter Daelem (commandeur)[7]
- 1609 Johan Topart ("praeceptor" / commandeur)
- 1628-1652 Philippus Vaecx (commandeur)
- 1643, 1651 Matthias Loewericx (kanunnik)[7]
- 1645 Winandus Stevens a Castro (kanunnik)[7]
- 1651 Servatius van Gerdingen (kanunnik?)[7]
- 1675 Joannes Josephus de la Floranche (commandeur)[7]

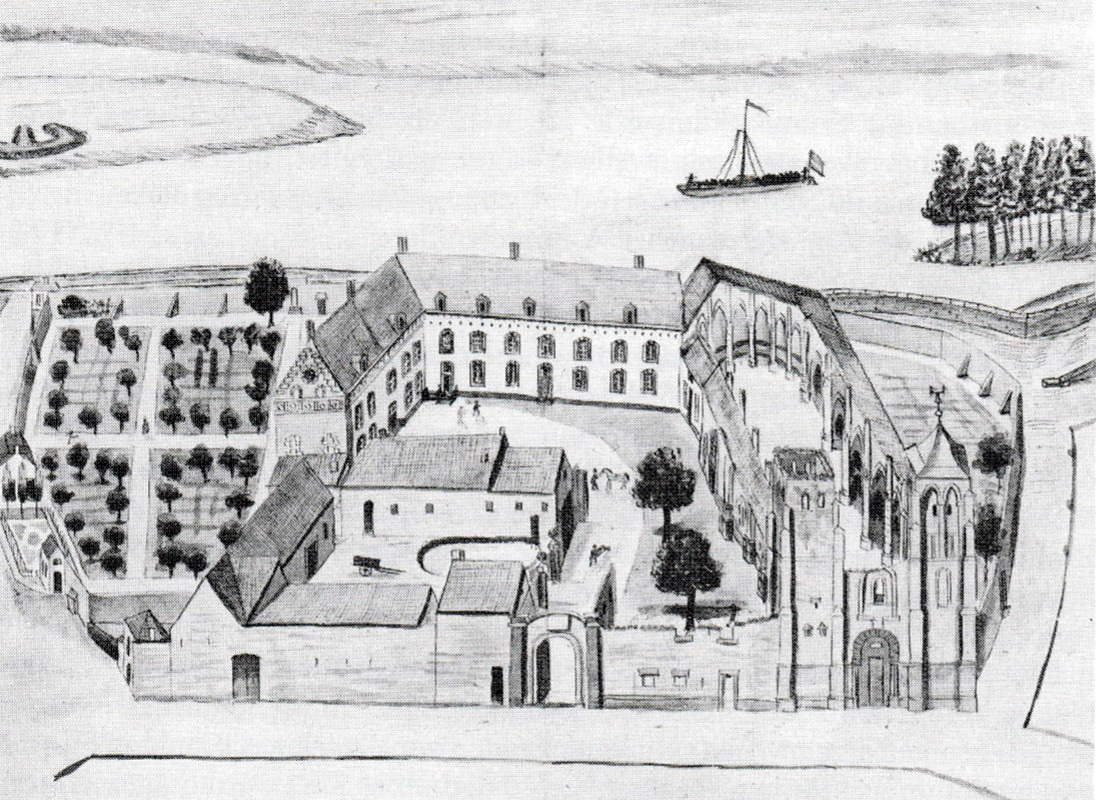
Vogelvluchtperspectief van het klooster vanuit het westen (Philippe van Gulpen, 1844)

- 1687 Petrus Booms (priester)[7]
- 1742 Mathias Reitraedt (kanunnik)[7]

### Opheffing, verkoop gronden en sloop (1783-1850)
In 18 april 1783 werd de orde in het prinsbisdom Luik door prins-bisschop Franciscus Karel de Velbrück opgeheven. De vijf overgebleven antonieten werden opgenomen in het kapittel van de Onze-Lieve-Vrouwekerk. Het kloostervermogen, 15.335 gulden, was echter slechts voldoende voor de instelling van drie prebenden. Het kloosterterrein werd in 1786 aan een particulier verkocht, die in het kloostergedeelte woningen inrichtte.
Bij de belegeringen van 1793 en 1794 door de troepen van de Franse Nationale Conventie liep het klooster opnieuw zware schade op. In 1795 werd ook de aangrenzende Commanderij Nieuwen Biesen door de Fransen opgeheven en geveild. In de jaren daarna ging vrijwel het gehele noordelijke stadsdeel over in particuliere handen, enkele militaire terreinen uitgezonderd. In 1824 werd een deel van het voormalige Biesenterrein afgegraven voor de aanleg van de Zuid-Willemsvaart, het Bassin en bijbehorende sluizen. Het Antonietenklooster bleef daarbij nog gespaard. Een kwart eeuw later, in 1848, werden de gebouwen, dan in bezit van de weduwe Stregnart, alsnog gesloopt voor de aanleg van het Kanaal Maastricht-Luik en de daarbij horende sluisverbinding met het Bassin (sluis 6).

## Beschrijving gebouwen
De oudste afbeelding van de Antonietenkerk is niet meer dan een schets behorende bij de processtukken aangaande een conflict tussen Borgharen en Valkenburg omstreeks 1500. Het Antonietenklooster is duidelijker afgebeeld op het stadspanorama van Simon de Bellomonte uit omstreeks 1570. Ook de maquette van Maastricht (uit ca 1750) geeft een aardig beeld van het complex, zowel de originele maquette in het Museum voor Schone Kunsten in Rijsel, als de Maastrichtse kopie in het Centre Céramique. De Franse maquettebouwers baseerden zich op de nauwkeurige opmetingen van militair ingenieur Larcher d'Aubencourt, wiens gedetailleerde stadsplattegrond een goed beeld geeft van het 18e-eeuwse Antonietenklooster. Van de Maastrichtse tekenaar Philippe van Gulpen zijn enkele historiserende tekeningen van zowel de Nieuwen Biesen als het Antonietencomplex bekend. Deze zijn onder andere gebaseerd op het eerdergenoemde stadspanorama van Simon de Bellomonte en hebben daardoor weinig historische waarde. Van Gulpen (1792-1862) heeft het Antonietenklooster alleen in ruïneuze staat gekend. Zijn tekeningen uit de periode 1830-1850 brengen de ondergang van kerk en klooster in beeld:

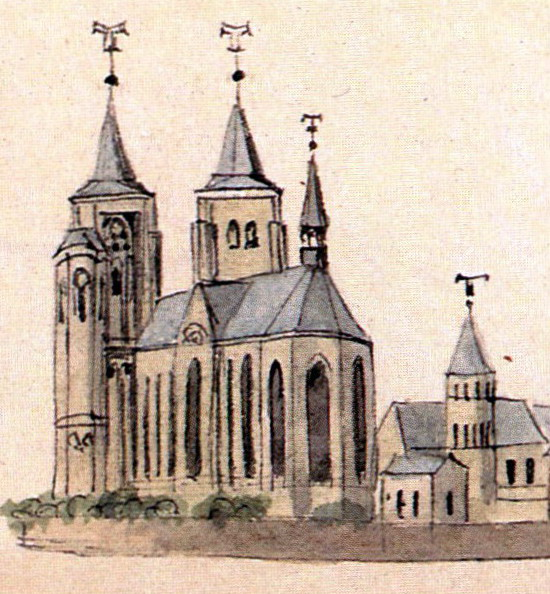
Reconstructie 16e eeuw
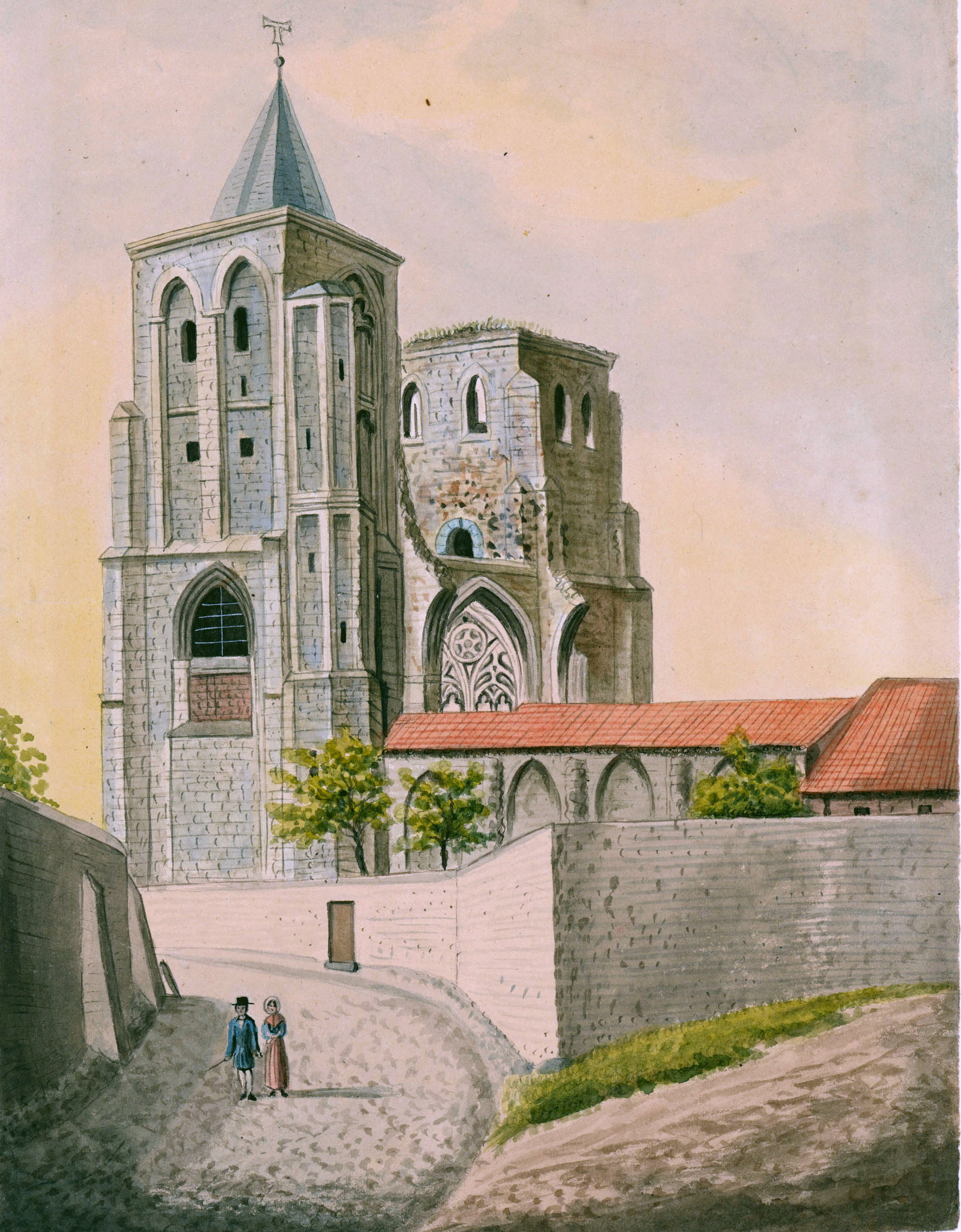
Met één torenspits, ca. 1840
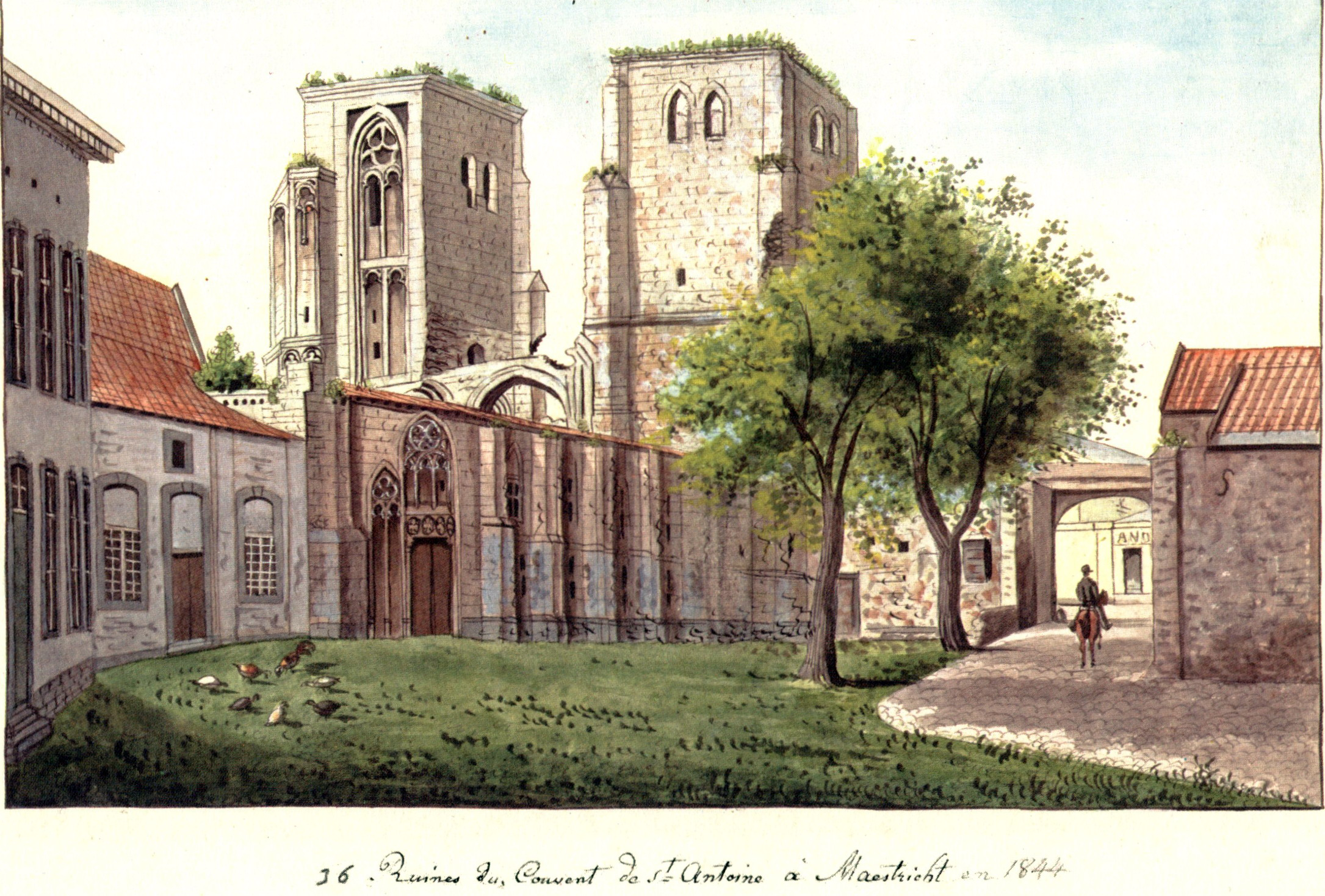
Verder verval, ca. 1845
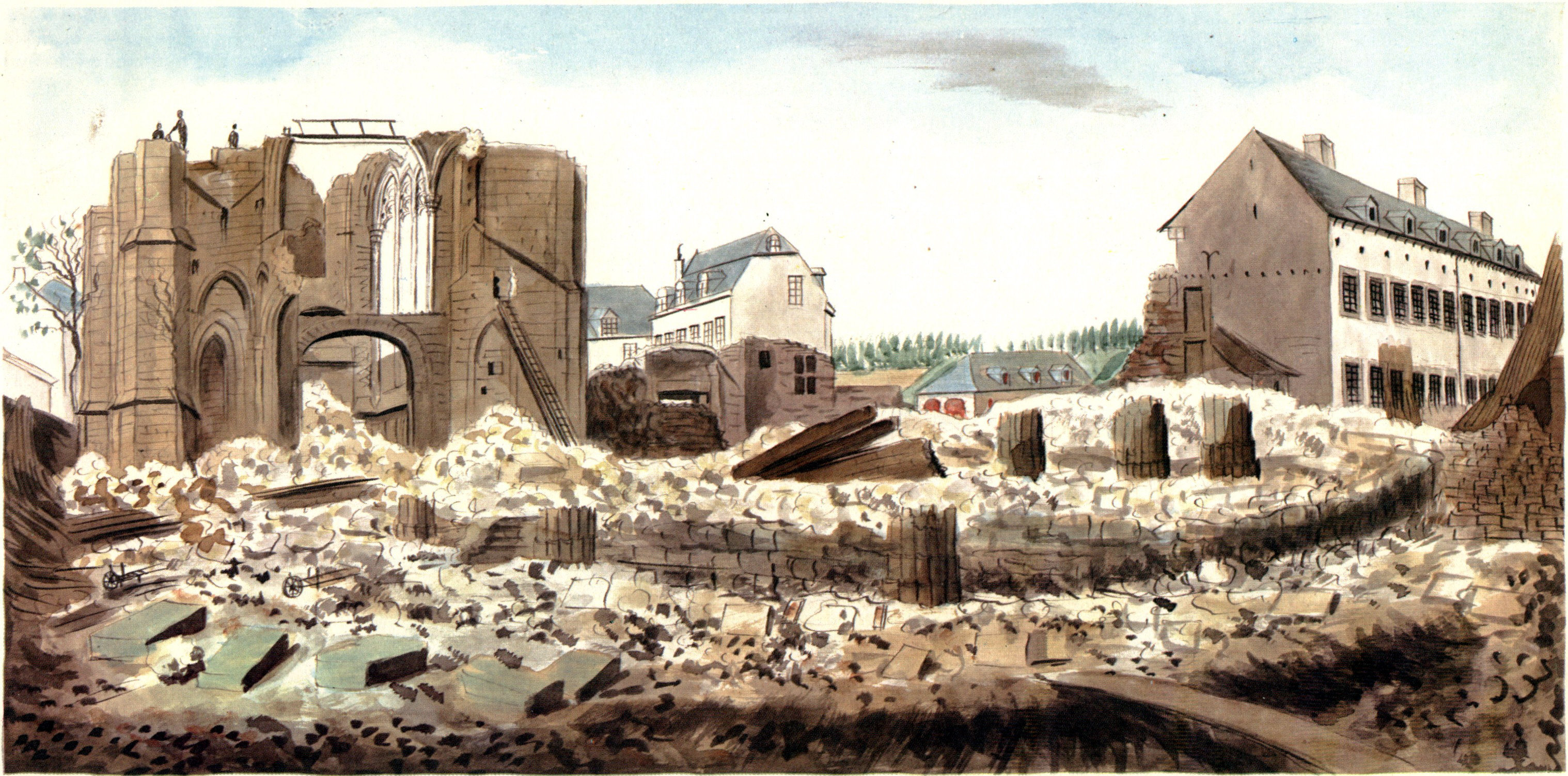
Tijdens de sloop, 1848

Het beeld van de kloosterkerk dat uit deze tekeningen, plattegronden en maquettes naar voren komt is dat van een vrij grote, uit mergelsteen opgetrokken kerk in Maasgotische stijl. Bij Simon de Bellomonte lijkt de kerk nog eenbeukig te zijn, wel met een transept. Waarschijnlijk is de kerk in de eeuwen daarna uitgebreid: op de tekeningen van Larcher d'Aubencourt uit 1748 is duidelijk een georiënteerde, driebeukige kerk met pseudotransept te zien. Op de tekeningen van Van Gulpen en anderen is te zien dat de kerk architectonisch fraai gedetailleerd was, met grote, getraceerde spitsboogvensters.
Meest opvallend zijn de twee forse torens met hoge torenspitsen (bij Bellomonte ook nog met spietorentjes en een aparte dakruiter). Beide torens werden bekroond met ingesnoerde torenspitsen waarop taukruisen waren geplaatst. De zuidelijke toren bezat bovendien een flankerende traptoren, vergelijkbaar met de nabijgelegen Sint-Matthiaskerk. De zuidelijke toren tevens bezat grotere raamopeningen dan de noordelijke, voorzien van gotisch maaswerk. De hoofdingang bevond zich in de westgevel, tussen de beide torens. Boven het portaal bevond zich een groot spitsboogvenster. Van Philippus van Gulpen is ook een interieurtekening van de kerk bekend, maar niet duidelijk is in hoeverre deze op een fantasierijke reconstructie berust, aangezien het koor van de kerk, dat op de tekening is afgebeeld, al vrij snel moet zijn ingestort.
De commanderij bestond uit een L-vormig gebouw dat aansloot op het koor en waarvan de langste vleugel uitzicht bood op de Maas. Aangezien dit bouwwerk nog niet te zien is op de tekening van Simon de Bellomonte, mag worden aangenomen dat de kloostervleugels in de zeventiende of achttiende eeuw tot stand gekomen zijn. Beide vleugels bestonden uit twee bouwlagen met een hoog dak. Aansluitend op de noordelijke kerktoren lag een trits kleinere gebouwen langs de verbindingsweg met het Biesenklooster. 

## Nalatenschap

### Erfgoed
Op het voormalige kloosterterrein resteert niets meer van de Antonietenkerk en de commanderijgebouwen. In het Maastrichtse Boschstraatkwartier herinneren slechts enkele straatnamen aan het klooster: Sint-Teunisstraat (voorheen Sint-Antoniusstraat), Sint-Teunisgang en - enigszins uit de richting - Antonietenstraat. Tijdens de Tweede Wereldoorlog werd de Wilhelminabrug door de Duitse bezetters kortstondig omgedoopt tot Antoniusbrug.

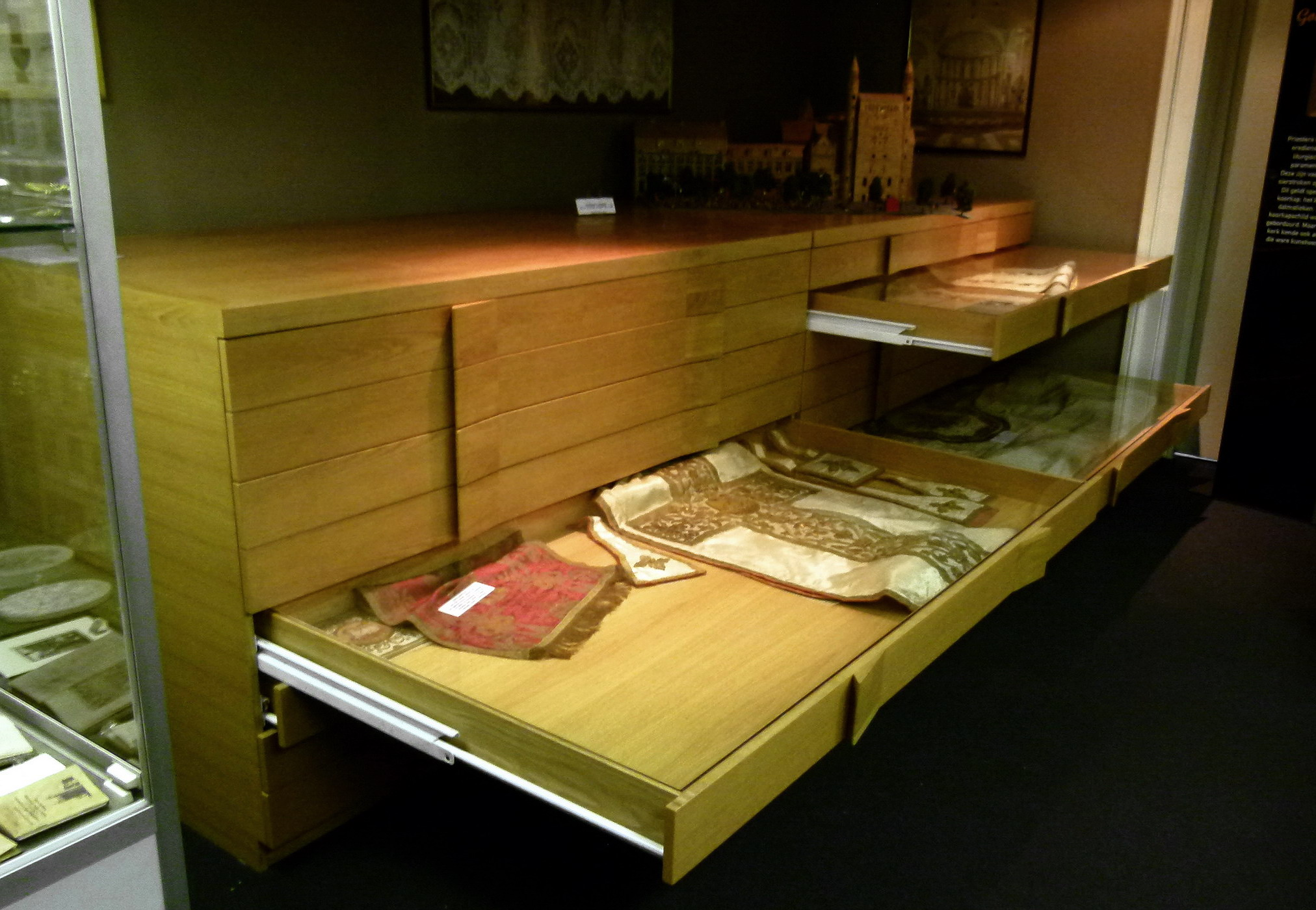
Paramentencollectie in de Schatkamer van de Onze-Lieve-Vrouwebasiliek

Van de inboedel van de commanderij is weinig bewaard gebleven. De meubels werden in 1783 voor 7.611 gulden geveild. Ook de uit 884 delen bestaande bibliotheek werd verkocht. De kerkklokken verdwenen naar de Sint-Matthiaskerk. Het kerkorgel verhuisde naar de Sint-Martinuskerk in Wyck, waar het nog bijna een eeuw dienstdeed. Een aantal beelden, het kerkelijk zilver en de liturgische gewaden gingen in 1783 naar de Onze-Lieve-Vrouwekerk, waar het meeste waarschijnlijk verloren ging bij de opheffing van het kapittel en de sluiting van de kerk door de Fransen in 1796. Een deel van de inventaris van de kapittelkerk verhuisde naar de naastgelegen Sint-Nicolaaskerk en keerde in 1837, toen deze kerk gesloopt werd, terug naar de Onze-Lieve-Vrouwe. Het is moeilijk te achterhalen welke voorwerpen in de kerk en de Schatkamer van de Onze-Lieve-Vrouwebasiliek afkomstig zijn uit het voormalige bezit van de antonieten. In enkele geval is dat zeer waarschijnlijk, bijvoorbeeld bij een groot, zeventiende-eeuws schilderij (385 x 255 cm) van de Kruisiging, dat waarschijnlijk boven het hoofdaltaar in het koor van de Antonietenkerk hing, en een vijftiende of zestiende-eeuws houten beeldje van Antonius-abt. Het Bonnefantenmuseum bezit eveneens een beeld van deze heilige, van de hand van de Meester van Elsloo, maar de herkomst daarvan is niet duidelijk. In de Schatkamer van de Sint-Servaasbasiliek bevindt zich een zestiende-eeuws gebrandschilderd raam met onder andere een afbeelding van Sint-Servaas en Sint-Antonius-abt.
Van de bezittingen elders in Maastricht is eveneens weinig over. Het naar hen vernoemde Sint-Antoniuseiland werd eind negentiende eeuw afgegraven. Met de afgegraven grond en het uitgebaggerde grind werd op de oostelijke Maasoever de Griend aangelegd en het tracé van de toekomstige Wilhelminasingel opgehoogd. De Maastrichtse Antonieten beschikten over het patronaatsrecht van een aantal kerken in de omgeving van Maastricht, zoals de Sint-Martinuskerk in Meeuwen. De deels vijftiende-eeuwse kerk bezit nog een barok beeld van Antonius-abt. Bij het dorp Bemelen herinnert de naam van de buurtschap Sint Antoniusbank nog aan de bezittingen van de orde ter plaatse. In 1581 was er sprake van een grenssteen, de Sint-Antoniussteen, tussen de landerijen van de 'heren van Den Biessen' (Commanderij Nieuwen Biesen?) en Sint Antoniusbank. In de Sint-Laurentiuskerk in Bemelen geniet de heilige Antonius-Abt bijzondere verering.

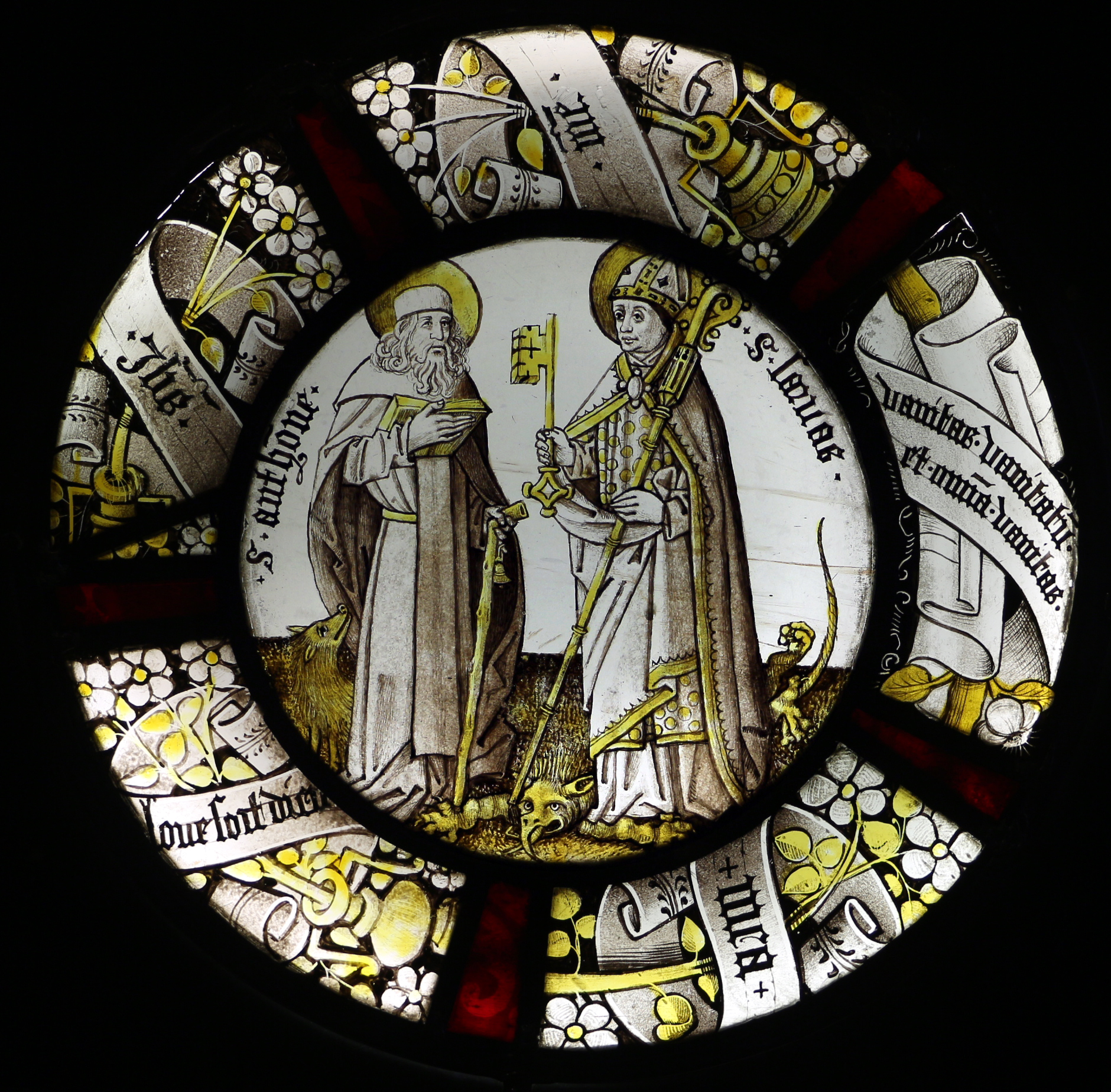
Gebrandschilderd raam, Schatkamer Sint-Servaas
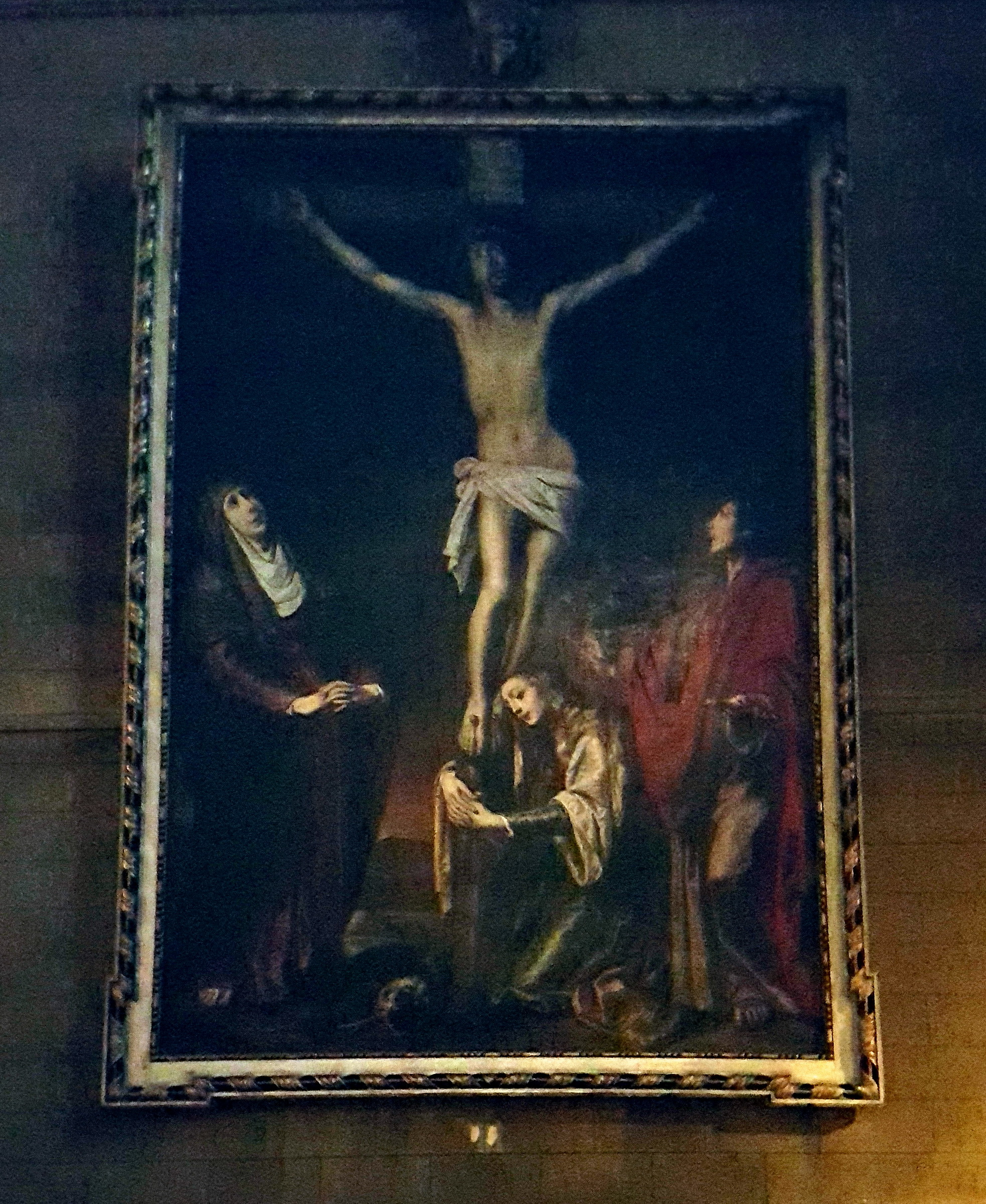
Kruisiging, Onze-Lieve-Vrouwebasiliek
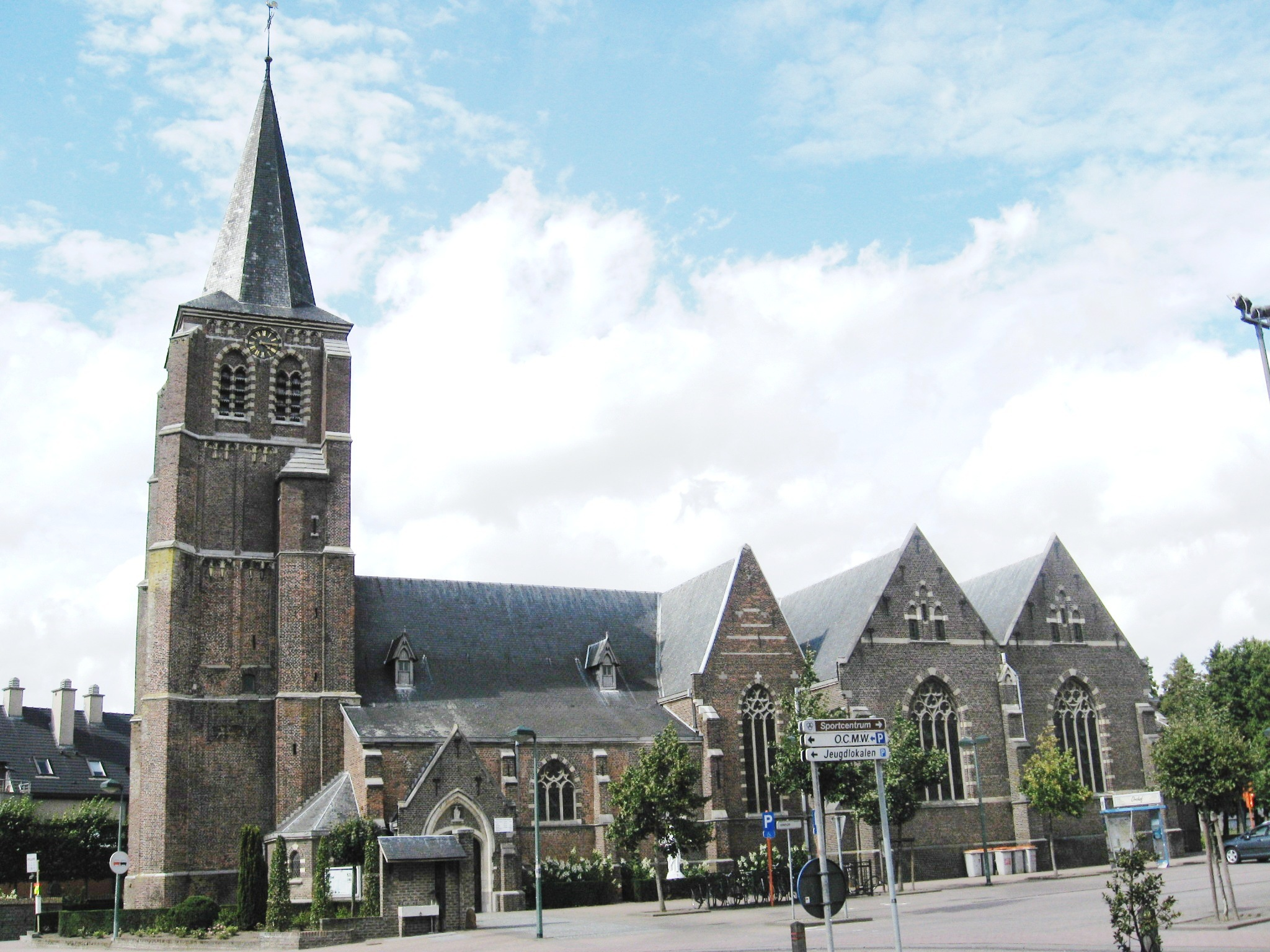
Sint-Martinuskerk, Meeuwen
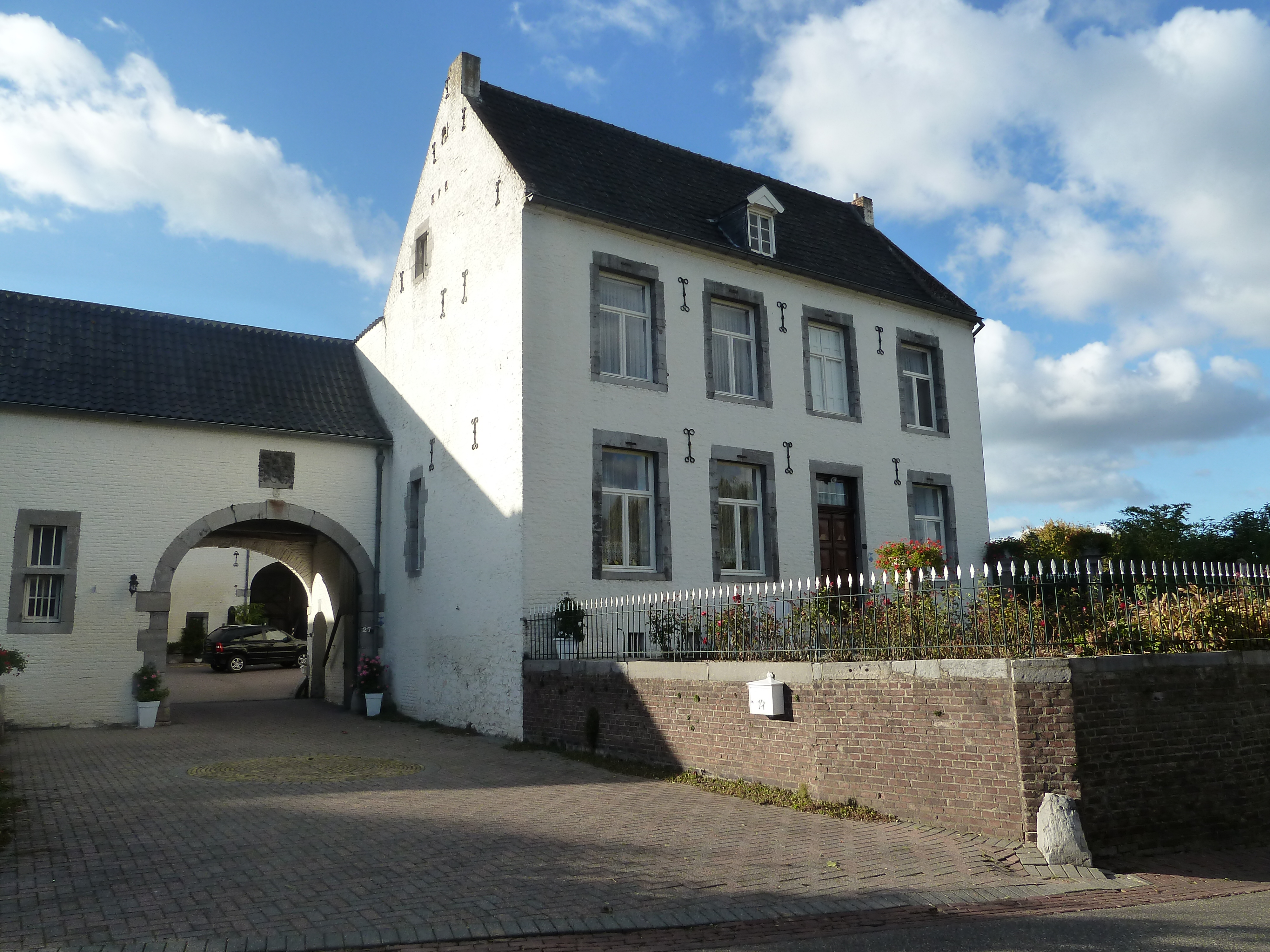
Hoeve Sint Antoniusbank, Bemelen

### Kunstzinnige inspiratiebron
In de negentiende eeuw vormde de ruïne van het middeleeuwse Antonietenklooster een inspiratiebron voor diverse kunstenaars. Naast Philippe van Gulpen was ook de negentiende-eeuwse schilder-lithograaf en oudheidkundige Alexander Schaepkens (1815-1899) gefascineerd door de langzaam aftakelende kerk met haar voor het stadssilhouet karakteristieke dubbeltorens. Van Schaepkens zijn minstens vier schilderijen en diverse aquarellen en gravures van de Antonietenkerk bewaard gebleven.

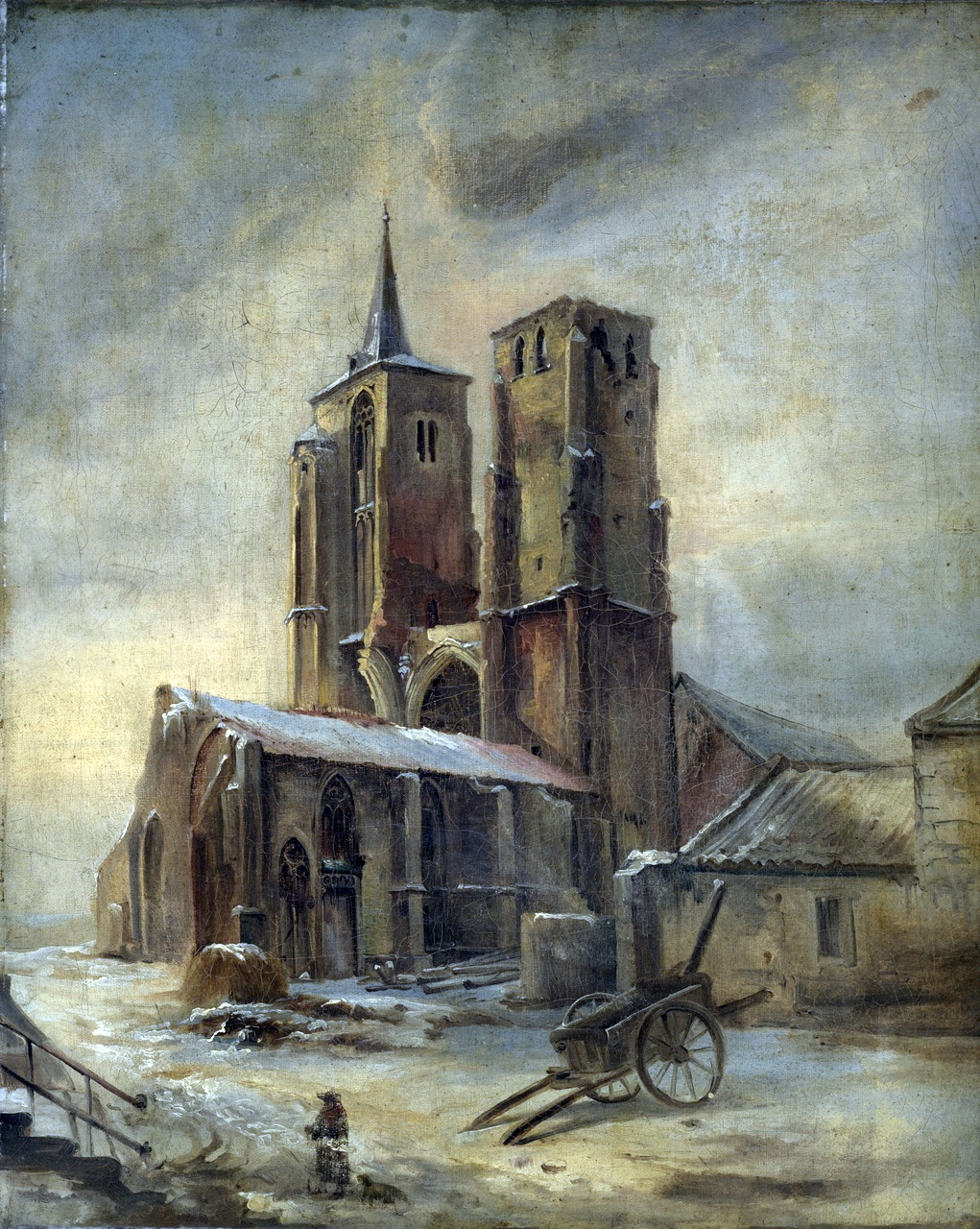
Alexander Schaepkens
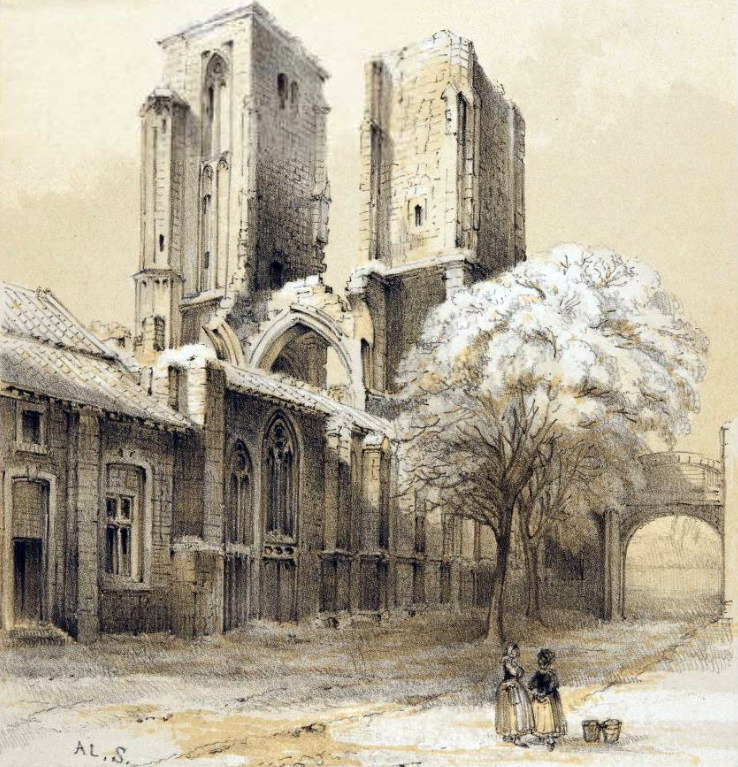
Idem, enkele jaren later
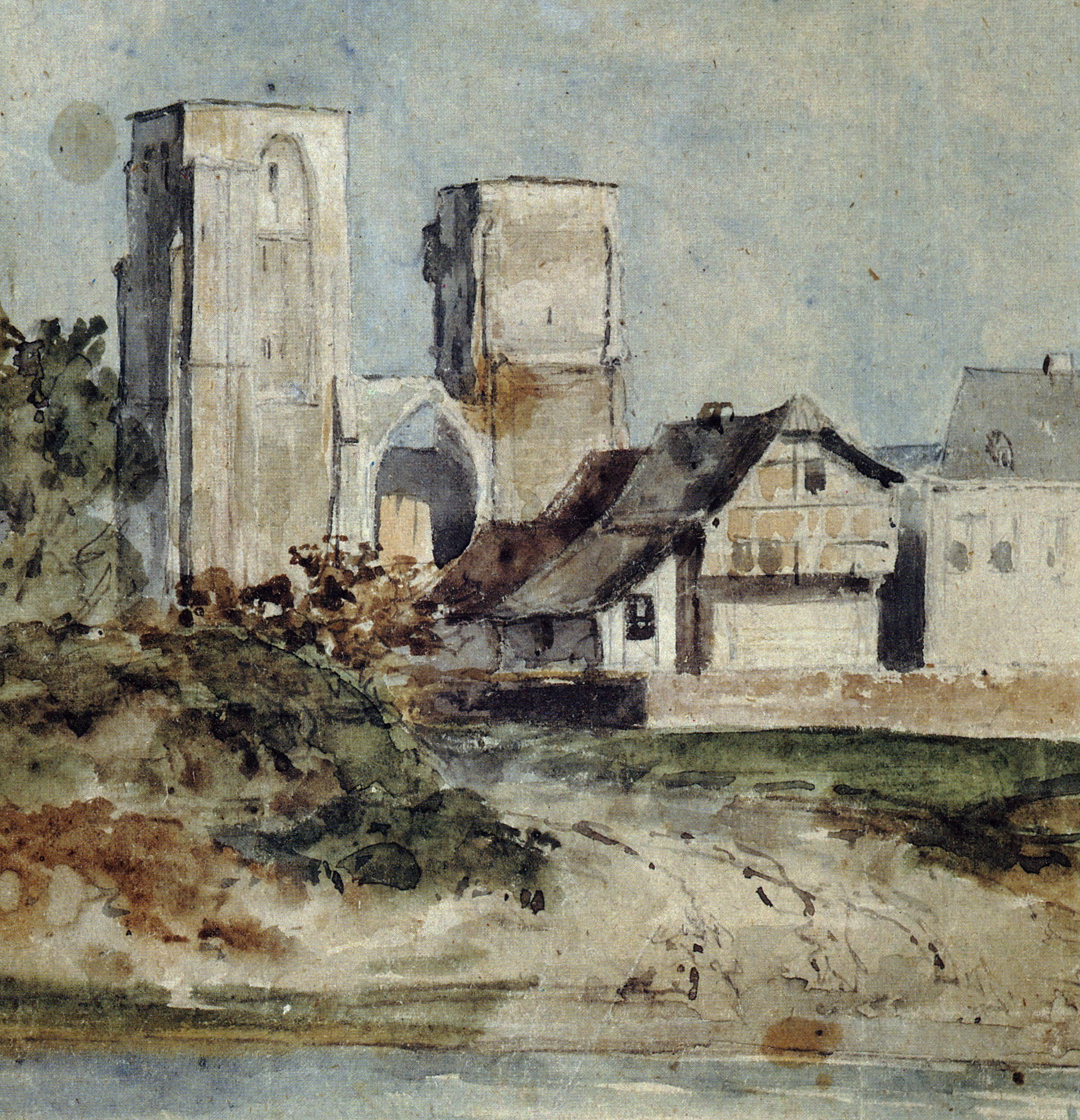
J.J. Destrée
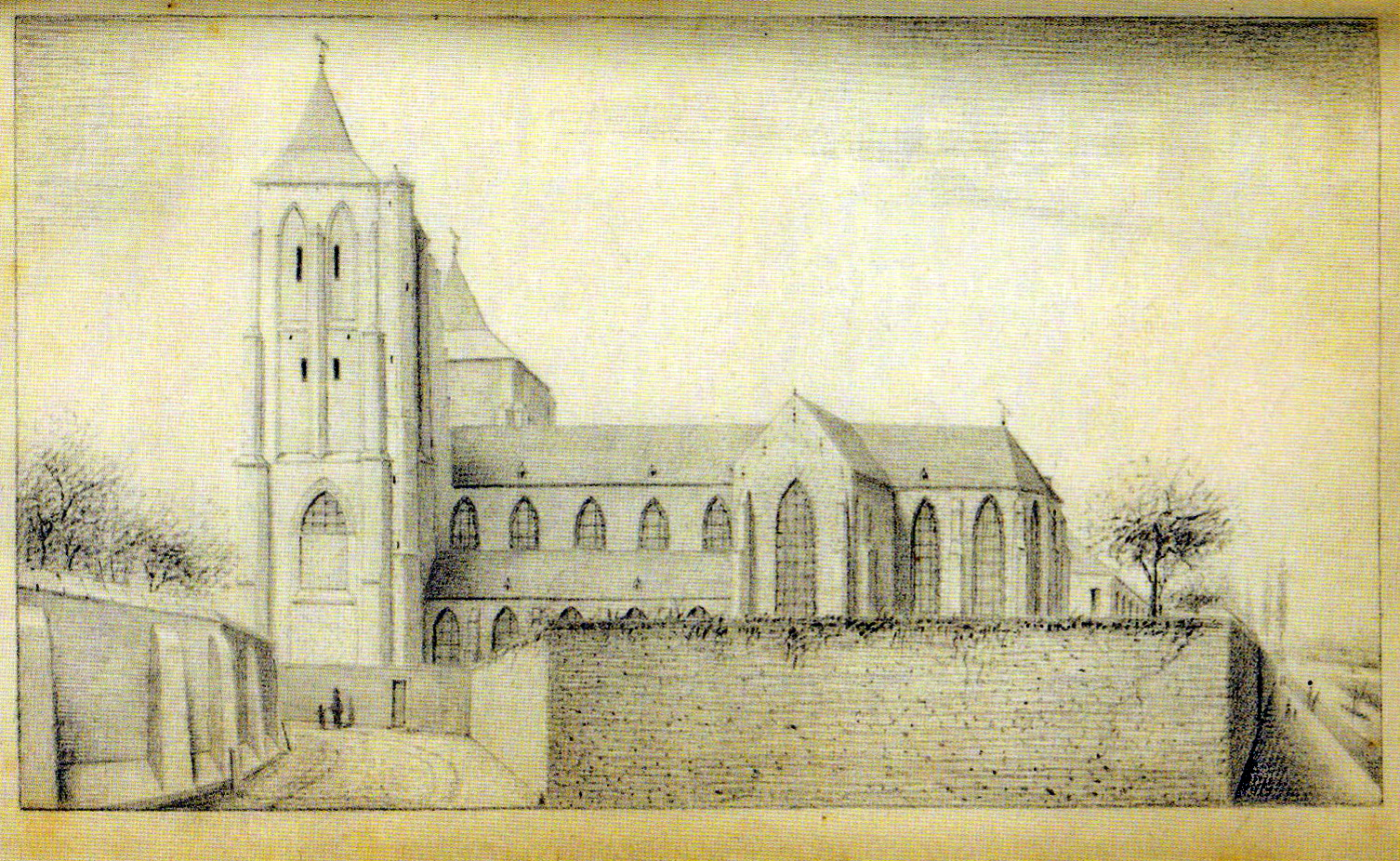
Jan Brabant

* betekent: niet langer in gebruik voor religieuze doeleinden; ** betekent: (deels) gesloopt, verdwenen